# Église Saint-Jean-Baptiste de Bourbourg
L'église Saint-Jean-Baptiste est une église catholique située à Bourbourg, en France. Son chœur est classé au titre des monuments historiques depuis 1920.

## Localisation
L'église est située dans le département français du Nord, sur la commune de Bourbourg.

## Historique
La construction de l'église primitive remonte probablement au début du XIIe siècle, comme en témoignent les soubassements de briques et de pierres calcaires qui se succèdent alternativement pour former les assises de l'édifice, initialement conçu en forme de croix latine. Ses origines pourraient alors coïncider avec la fondation, en 1102, de l’abbaye des Dames bénédictines nobles par la comtesse Clémence de Bourgogne, située un peu en dehors de la ville. Le chœur gothique a, quant à lui, du être construit au XIIIe siècle. Des modifications ont ensuite été apportées au XVIe siècle, par accolement de deux nefs latérales au vaisseau central ; au XVIIe siècle, par une prolongation du transept et l'ajout d'un clocher exécuté en briques ; puis dans la seconde moitié du XIXe siècle, lorsque des modifications sont apportées à l’agencement intérieur et à la voûte romane jusqu’au transept.
Les transformations de l'église résultent également de la nécessité de reconstruire après les ravages causés  par les guerres qui ont lieu dans la région au XVIIe siècle en particulier. En 1739, le clocher de l'église s'écroule. Il fallut quinze ans de travaux pour la remise en état de la partie de l'église sur laquelle il tomba. 
Jusqu'à la Révolution française, l'église fonctionne grâce à une multitude de petites donations, surtout des rentes annuelles sur des maisons et des terres en contrepartie de l'exécution de messes ou saluts pour les donateurs et membres de leur famille. L'église reçoit également des dons : parcelles de terres, maisons, etc. Les biens donnés ou faisant l'objet de rentes annuelles se situent majoritairement à Bourbourg même et dans les villages proches. Elle loue en général les biens qui lui sont donnés (de l'ordre de 58 mesures courant XVIIIe siècle, soit environ 25 hectares), ce qui lui ramène des revenus s'ajoutant aux droits dont elle bénéficie, droits sur les bières, sur les vins, débités en ville, revenus des quêtes lors des messes, des messes ou cérémonies particulières (mariages, enterrements, baptêmes, etc.). Néanmoins, au milieu du XVIIIe siècle, les recettes ne couvrent pas les dépenses : vie quotidienne des desservants, (curé, vicaires, chantres, musiciens,..) entretien du bâtiment, achat des fournitures nécessaires au rite, etc. L'église rend des comptes tous les deux ans devant des représentants des échevins. 
Pendant la Révolution française, les biens de l'église sont majoritairement vendus en tant que biens nationaux. En 1808, il ne lui reste plus que 18 mesures, soit environ 8 hectares, qu'elle loue, mais elle a gardé ou récupère une bonne partie des rentes annuelles sur les terres et maisons. En 1808, ses comptes sont équilibrés.  
Endommagée en avril 1918 par les bombardements de la ville, l'église a ensuite connu une importante restauration, bénie par le cardinal Achille Liénart en octobre 1933. Le 25 mai 1940 au matin, un obus allemand frappe la tour de l’église et ouvre une brèche au côté ouest. Le même jour, la chute d'un avion allemand abattu par la DCA embrase la toiture de l’édifice et conduit à l'écroulement du clocher sur la nef septentrionale. Un orgue et son buffet datant du XVIIIe siècle sont détruits. 
En 1944, l'église est ravagée. On découvre douze fosses et pierres tombales (usage ancien pour les personnalités de se faire enterrer dans l'église de la ville ou du village, dans une fosse recouverte, d'abord aux XVe – XVIe siècles, d'une dalle de pierre plus ou moins ornementée avec leur nom, puis par la suite d'une dalle de marbre. On y a également trouvé des plaques murales du type ex-voto ou promesse de dons, par exemple à la Table des pauvres en échange de la célébration de messes.
La reconstruction s'étale alors sur une très longue période. Ce n'est qu'en 1962 qu'une partie de l'église, circonscrite à la nef, est rouverte au culte et les travaux de restauration du chœur gothique ne sont entrepris qu'en 1995. Le chœur restauré a été inauguré en octobre 2008.

## Description

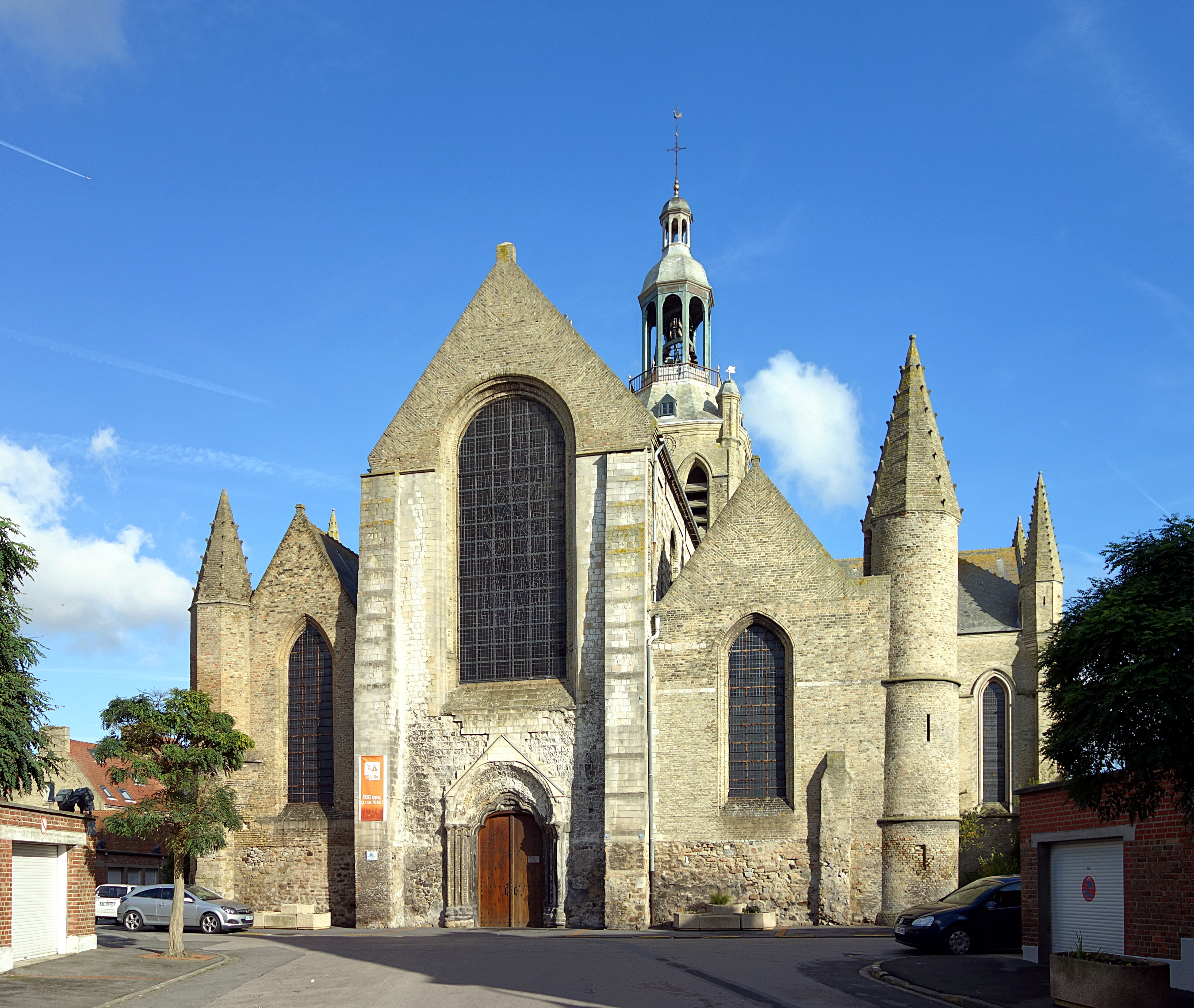
La façade ouest.

La nef centrale est constituée de colonnes de pierre du Boulonnais qui portent une rangée d’arcades en plein cintre et d'un étage jalonné de pilastres et percé de baies. Le chœur gothique, adjoint au XIIIe siècle, présente des chapiteaux ornés de sculptures et porte une clef de voûte à l’effigie de saint Jean-Baptiste, patron de la paroisse. Les deux nefs latérales au vaisseau central ont été ajoutées au XVIe siècle pour transformer l'église en hallekerke.
Dans le chœur, trois grands vitraux retracent la vie du saint patron de la paroisse dont, au centre, le baptême du Christ par saint Jean-Baptiste. Douze vitraux représentent des faits de l’histoire religieuse de Bourbourg comme l’attentat contre la statue de Notre-Dame de Bourbourg en 1383, l’incendie de l’église le 25 mai 1940 ou encore la Fondation de l’Hospice Saint-Jean pour accueillir les pèlerins à Notre-Dame de Bourbourg.
Le portail de la façade ouest, du XIIIe siècle, présente un arc fléché, exemple rare de l’art de transition entre roman et gothique.

## Mobilier
L'église renferme une châsse de Notre-Dame en bois sculpté du XVe siècle, en mémoire d'un miracle attribué à la Vierge. Il se serait produit en 1383 lors du sac de la ville par les troupes de Charles VI, roi de France, (croisade d'Henri le Despenser). Jean Froissart évoque ainsi l'affaire : un pillard — probablement breton, Froissart décrit ceux-ci comme des personnes avides au gain et de ce fait redoutées par les habitants — veut voler dans l'église une pierre précieuse enchâssée dans la statue de la Vierge Marie, Notre-Dame de Bourbourg : il tombe raide mort. Un autre pillard veut lui aussi s'emparer du même bien mais à ce moment toutes les cloches se mettent à sonner en même temps sans que personne ne les actionne et il s'enfuit effrayé,. Une semaine plus tard, un soldat veut s'emparer de l'image de Notre-Dame de Bourbourg en s'imaginant qu'elle est en or. S'apercevant qu'elle n'est que de bois doré, de rage, il lui porte un coup d'épée. Du sang sort de l'image à l'endroit du coup, le soldat meurt dans d'horribles convulsions. La population le traîne dehors pour le faire dévorer par les chiens, ils n'en veulent pas. On l'enterre, la main avec laquelle il a frappé la statue reste dressée au-dessus de la terre. Finalement, les habitants se débarrassent du cadavre en le jetant dans une ancienne citerne. Quoi qu'il en soit, Bourbourg profite de ces événements qui selon la légende engendrent d'autres miracles : Charles VI et son entourage font des présents à l'Église, des pèlerins viennent de partout, la statue et le linge qui ont servi à essuyer le sang deviennent des reliques, on institue une neuvaine de prières — nouvelle source de revenus pour la ville et l'église — qui fut pratiquée pendant de nombreuses années.
Dans le cadre de la restauration du chœur, le ministère de la Culture et de la Communication a initié en 2000 une commande publique, nommée « Le chœur de lumière », confiée à Anthony Caro. Inaugurée en 2008, l'œuvre est composée d’un ensemble de 15 sculptures dont neuf se déploient en cercle autour de la cuve baptismale sur les 450 m² du chœur, conçu comme socle.
Le carillon a également été rénové. Initialement doté de 36 cloches, il en comporte à présent 50, dont la plus grosse pèse 500 kg.